# Machine Head (együttes)
A Machine Head egy amerikai thrash/groove metal együttes, melyet 1992-ben alapított Robb Flynn énekes-gitáros, Adam Duce basszusgitáros és Logan Mader gitáros. Az 1990-es évek első felében, a thrash metal népszerűségének hanyatlása idején a Machine Head a Panterával és a Sepulturával közösen újította meg a stílust.

## Történet
Robb Flynn korábban a Vio-lence nevű Bay Area-i thrash metal zenekarban szerzett ismertséget, de zenei elképzeléseit nem tudta szabadon megvalósítani ezért kilépett és megalapította a Machine Headet. 1994-ben megjelent bemutatkozó albumuk, a Burn My Eyes, azonnali áttörést hozott a zenekarnak Európában, ahol a Slayer előzenekaraként turnézhattak (felléptek Budapesten is). A Burn My Eyes a Roadrunner kiadó történetének legnagyobb példányban elkelt debütáló albuma lett.
A lemezbemutató turné végeztével azonban megváltak Chris Kontos dobostól és a következő albumtól (The More Things Change...) már Dave McClain (ex-Sacred Reich) játszott a zenekarban. A lemezt Amerikában az első Ozzfest fesztiválon népszerűsítette az együttes 1997-ben, de menet közben meg kellett válniuk Logan Mader gitárostól annak drogproblémái miatt. A turnét Ahrue Luster gitárossal fejezték be, aki azután hivatalosan is a csapat tagja lett.
Az évtized végére divatossá vált nu metal stílus a Machine Head zenéjére is hatással volt. Az első két albumon dolgozó Colin Richardson producer helyére a nu metal legelismertebb producerét, Ross Robinsont fogadták fel, akinek stílusa rányomta bélyegét a következő Machine Head albumokra (The Burning Red és Supercharger), ami természetesen megosztotta a rajongótábort és rengeteg kritika érte a zenekart minden oldalról.
2001-re a kiadó és az együttes kapcsolata teljesen megromlott, a Machine Head egyértelműen válságba került. Lustert kirúgták a zenekarból, aki a latino Ill Niñoban folytatta. Helyére Robb Flynn régi társa, a korábban szintén a Vio-lence együttesben gitározó Phil Demmel került. Egy koncertalbum után 2004-ben tért vissza a Machine Head a csapat régi fényét idéző Through the Ashes of Empires című ötödik stúdióalbumával, amelynek maga Robb Flynn volt a producere. A lemez először csak Európában jelent meg, de a lelkes fogadtatásnak köszönhetően kisebb késéssel ugyan, de végül Amerikában is kiadta a Roadrunner.
A sikeres visszatérést a tüzes hangulatú Elegies koncertvideóval ünnepelték meg 2005-ben. A 2007-ben megjelent következő nagylemez, az elődjénél epikusabb hangvételű The Blackening, pedig már rögtön a Billboard eladási listájának 55. helyén nyitott, ami az együttes történetének legjobb pozíciója. Az album "Aesthetics of Hate" című dalát Grammy-díjra jelölték a Best Metal Performance kategóriában. A lemez megjelenése óta a Machine Head gyakorlatilag folyamatosan koncertezik. 2009-ben a Metallica partnereként turnéznak világszerte.
A Machine Head 2009. július 16-án 15 év elteltével játszott újra Magyarországon, ezúttal a Hegyalja Fesztivál keretében. Az együttes következő stúdióalbuma négy év elteltével, 2011. szeptemberében jelent meg. Az előző lemez sikerének köszönhetően az Unto the Locust című nyolcadik Machine Head-albumot nagy várakozás előzte meg. A brit Metal Hammer magazin az együttessel foglalkozó különszámának mellékleteként, a hivatalos megjelenés előtt egy nappal kiadta már az albumot Angliában. A Unto the Locust még feljebb jutott a Billboard lemezeladási listáján, mint elődje, egészen a 22. helyig. A Metal Hammer magazintól 2012-ben a "Legjobb nemzetközi zenekar" díjat kapta meg az együttes a Berlinben tartott gálán. A lemezbemutató turné során készült felvételekből állították össze a Machine F**king Head Live koncertalbumot. A turné keretében 2012. augusztus 2-án Magyarországon is felléptek a Fezen-fesztiválon.
2013 februárjában a Machine Head alapító tagjának számító Adam Duce basszusgitárost személyi ellentétek miatt kirúgták a zenekarból. Duce később beperelte a zenekart. Helyére a Sanctity korábbi ritmusgitárosa, Jared MacEachern érkezett. Októberben bejelentették, hogy az együttes a Nuclear Blast lemezkiadóhoz szerződött. A következő stúdióalbum egy évvel később, 2014 novemberében jelent meg Bloodstone & Diamonds címmel. A Billboard 200-as listán a lemez a 21. helyet szerezte meg.
2016 júniusában egy új Machine Head dalt, az Is There Anybody Out There? címűt jelentették meg letölthető formában, de a kilencedik stúdióalbum munkálatai csak rá egy évre kezdődtek meg. A Catharsis című nagylemez 2018 januárjában jelent meg. A lemezbemutató turné után Phil Demmel és Dave McClain távoztak. 2019 októberében a Burn My Eyes album megjelenésének 25 éves jubileuma alkalmából rendezett turnén két korábbi tag, Logan Mader gitáros és Chris Contos dobos is részt vesznek vendégként.

## Tagok
- Robb Flynn – gitár, ének (1992 – napjainkig)
- Jared MacEachern - basszusgitár (2013 – napjainkig)

Korábbi tagok
- Adam Duce – basszusgitár (1992 – 2013)
- Logan Mader - gitár (1992–1997)
- Tony Costanza - dobok (1992–1994)
- Chris Kontos - dobok (1994-1995)
- Walter Ryan - dobok (1995)
- Ahrue Luster - gitár (1997–2001)
- Phil Demmel – gitár (2001 – 2018)
- Dave McClain – dobok (1995 –2018)

## Diszkográfia
Albumok
- 1994 – Burn My Eyes
- 1997 – The More Things Change...
- 1999 – The Burning Red
- 2001 – Supercharger
- 2003 – Hellalive – koncertalbum
- 2004 – Through the Ashes of Empires
- 2007 – The Blackening
- 2011 – Unto the Locust
- 2012 - Machine F**king Head Live - koncertalbum
- 2014 - Bloodstone & Diamonds
- 2018 - Catharsis

Videók
- 2005 – Elegies – koncertfilm, dokumentumfilm